# CFosSpeed
cFosSpeed는 cFos Software GmbH에서 개발한 트래픽 셰이핑 소프트웨어이다. 윈도우용으로 개발되었으며 데이터 전송량을 유지하면서도 데이터 트래픽을 최적화시킴으로써 넷망 응답 지연 시간(latency)을 개선시키는데 효과가 있다. 개별의 윈도 네트워크 장치 드라이버를 제공함으로써 패킷 검사(packet inspection)와 layer-7 프로토콜(protocol) 분석을 실행한다. 특히 온라인 게임 및 VoIP 사용자들에게 유용한 프로그램이다.

## 작동 원리
이 소프트웨어는 데이터 패킷을 나눠서 각각 다른 트래픽 클래스에 할당시킨다. 이것은 사용자가 직접 설정한 필터링에 따라서 이루어진다. 이로 인해 원하는 프로그램이름, layer-7protocol, TCP 혹은 UDP 포트, DSCP 태그 등 수많은 방법을 사용해서 데이터 트래픽 할당량 우선순위를 정할 수 있다.